# 森永貞一郎
森永 貞一郎（もりなが ていいちろう、1910年9月9日 - 1986年5月30日）は日本の大蔵官僚、銀行家。元大蔵事務次官、第5代東京証券取引所理事長、第23代日本銀行総裁。
妻は南洋庁長官・田原和男の長女で若槻禮次郎元首相の孫娘に当たる。

## 来歴・人物
宮崎県小林市出身。父・貞右衛門は町会議員・商工会長などを務めた。宮崎・小林中学、第五高等学校を経て、1932年に東京帝国大学法学部を卒業。同年、大蔵省に入省。主税局属。戦時中は理財局金融課長や理財局証券課長、総合計画局参事官、大臣官房文書課長等を歴任し、戦後は経済安定本部総裁官房次長、長沼弘毅次官の下で大臣官房長を務め、1953年8月に主計局長、1957年5月に大蔵事務次官に就任。「大物事務次官」の要件とされる2年の任期を全うし、同省を退官。主計局長時代は日銀出身の一万田尚登大蔵大臣に強硬に反発をしたこともある。
退官後は、中小企業金融公庫総裁や東京証券取引所理事長等の要職に天下る。特に森永が切り拓いた東証理事長ポストには、森永以降も竹内道雄・長岡實・山口光秀ら大蔵省の大物OBが天下った為、このポストは長らく「大蔵一家のドン」の指定席とされた。森永 - 石野信一 - 谷村裕 - 竹内道雄から始まる歴代のドン達は、現役の大蔵省幹部に対して隠然たる影響力を行使し、省内人事や天下り人事を左右してきたとされている。
1974年、佐々木直の後を受けて第23代日本銀行総裁に就任。これ以後、日銀と大蔵省の出身者が交互に総裁職に就くというたすきがけ人事の慣行が、2003年の福井俊彦総裁誕生まで続くことになる。総裁の座に就いた森永は、早速、第1次石油危機後の対応に迫られることとなった。小宮隆太郎や堀内昭義等の経済学者から、佐々木前総裁の金融政策運営が、マネーサプライの管理に失敗したとの指弾を受けた為、森永日銀は公には否定しながらもマネーの適正管理に配慮をした政策運営を執ることとなった。結果、日本経済は石油危機から立ち直ると安定成長軌道に乗り順調な拡大路線を突き進むこととなった（当時の人々にとってみれば、石油危機後の経済はそれなりに苦しかったようだが、1990年代後半から2000年代前半にかけてのデフレ不況を思えば、それも隔世の感がある）。1979年、日銀総裁を退任。後継総裁にはたすきがけ人事の慣行に倣い、日銀プロパーの前川春雄が就いた。
日銀総裁退任後は皇室参与となる。1980年勲一等旭日大綬章を受け、小林市名誉市民となる。1986年5月30日死去。享年75。叙正三位、賜銀杯一組。

## 略歴
- 1922年 - 小学校を5年修了（飛び級）。旧制小林中学校入学
- 1926年 - 旧制小林中学4年修了
- 1929年 - 官立第五高等学校卒業
- 1931年10月 - 高等試験行政科を合格[2]
- 1932年3月 - 東京帝国大学法学部法律学科卒業 大蔵省に入省（同期入省は石田吉男、窪谷直光、河野通一、近藤直人、東条猛猪、林修三、本城直彦、山田明三、吉本真二、渡辺喜久造の10人）
- 1934年2月 - 静岡税務署長
- 1935年9月 - 板橋税務署長
- 1936年7月 - 理財局
- 1941年11月 - 大臣官房企画課長心得
- 1942年1月 - 大臣官房企画課長
- 1942年11月 - 理財局金融課長
- 1944年8月 - 理財局証券課長
- 1944年11月 - 内閣・総合計画局参事官（第1部）
- 1945年8月 - 専売局塩脳部第1課長
- 1946年7月 - 大臣官房文書課長
- 1947年4月 - 大臣官房文書課長 兼 大臣官房渉外部長
- 1947年9月 - 大臣官房長
- 1948年5月 - 経済安定本部総裁官房次長
- 1949年6月 - 大臣官房長
- 1953年5月 - 主計局長
- 1957年6月 - 事務次官
- 1960年6月 - 中小企業金融公庫総裁[2]
- 1962年12月 - 日本輸出入銀行総裁
- 1967年4月 - 東京証券取引所理事長
- 1974年12月 - 日本銀行総裁
- 1979年12月 - 日本銀行総裁退任